# Alegeri parlamentare în Republica Moldova, 2025
Următoarele alegeri parlamentare în Republica Moldova vor avea loc pe 28 septembrie 2025.

## Context
Ultimele alegeri parlamentare din Moldova au avut loc la 11 iulie 2021 și s-au soldat cu o victorie a Partidului Acțiune și Solidaritate (PAS), condus de președinta Maia Sandu. PAS a obținut 63 din 101 de locuri, ceea ce i-a permis să formeze un guvern majoritar unic. Alegerile au marcat o schimbare semnificativă către integrarea europeană, deoarece PAS a învins Blocul Comunist și Socialist, o alianță electorală pro-rusă.
De la venirea la putere, guvernul condus de PAS a urmărit măsuri anticorupție, reforme judiciare și integrarea în Uniunea Europeană. Forțele de opoziție pro-ruse au organizat proteste împotriva politicilor economice ale guvernului.
La alegerile prezidențiale din 2024, actuala președintă Maia Sandu a fost realeasă cu 55,3% din voturi, învingându-l pe candidatul pro-rus Alexandr Stoianoglo. Alegerile au fost umbrite de acuzații de interferență rusă, autoritățile confiscând materiale de propagandă ilegale. În paralel cu alegerile, Moldova a organizat un referendum privind integrarea în UE, care a fost aprobat cu o majoritate strânsă de 50,4%.
Moldova se confruntă cu provocări majore în materie de securitate și economie, în special cu probleme de securitate energetică din cauza întreruperii aprovizionării cu gaze din Rusia. Invazia rusă din 2022 a Ucrainei vecine a declanșat un aflux masiv de refugiați în Moldova. Aceste dificultăți au amplificat importanța alegerilor parlamentare din 2025; pentru președintele Sandu, potrivit Euronews, alegerile ar fi „o bătălie finală” pe drumul Moldovei către aderarea la UE.

## Sistem electoral
Cele 101 locuri în Parlament sunt alese prin reprezentare proporțională a listei de partid într-o singură circumscripție națională. O listă electorală poate conține între 51–103 de candidați. Pragul electoral la nivel național variază în funcție de tipul listei; pentru partidele sau organizațiile unice este de 5%; pentru un bloc electoral de două sau mai multe partide este de 7%. Pentru candidații independenți, pragul este de 2%.
Parlamentul Republicii Moldova funcționează pe baza principiului majorității absolute (51 de deputați), aceștia având posibilitatea de a vota legi organice, cât și de a vota sau demite Guvernul Republicii Moldova. Majoritatea constituțională (cunoscută și sub numele de super-majoritate) reprezintă două treimi din numărul de deputați (68 de mandate) și reprezintă posibilitatea modificării Constituției Republicii Moldova sau a demiterii președintelui Republicii Moldova.

## Candidați
|   | Concurent electoral                               | Abrevierea | Număr de candidați | Cap de listă                                                   | Statut                |
| - | ------------------------------------------------- | ---------- | ------------------ | -------------------------------------------------------------- | --------------------- |
| 1 | Partidul Acțiune și Solidaritate                  | PAS        | 101                | Igor Grosu (președinte al PAS; președinte al Parlamentului RM) | Înregistrat           |
| 2 | Partidul „Democrația Acasă”                       | PDA        | 62                 | Vasile Costiuc (președinte al PDA)                             | Înregistrat           |
| 3 | Coaliția pentru Unitate și Bunăstare              | CUB        | 53                 | Igor Munteanu (președinte al CUB)                              | Înregistrat           |
| 4 | Andrei Năstase                                    | CI         | 1                  | candidat independent                                           | Înregistrat           |
| 5 | Alianța Liberalilor și Democraților pentru Europa | ALDE       | 54                 | Arina Spătaru (președintă a ALDE)                              | Înregistrat           |
| 6 | Blocul Pobeda – Victorie                          | Victorie   | 101                | Ilan Șor (lider de facto al Victorie)                          | Înregistrare respinsă |
| 7 | Blocul Electoral Patriotic                        | BEP        | 101                | Igor Dodon (președinte al PSRM; președinte al BEP)             | Înregistrat           |
| 8 | Blocul Alternativa                                | BA         | 101                | Ion Ceban (președinte al MAN; președinte al BA)                | Înregistrat           |

## Forțe politice

### Partide parlamentare
| Partid | Partid                                                                   | Fracțiune parlamentară                                                   | Ideologie principala                                                     | Lider                                                                    | Liderul fracțiunii                                                       | Ultimele alegeri | Statut în legislativ    |
| ------ | ------------------------------------------------------------------------ | ------------------------------------------------------------------------ | ------------------------------------------------------------------------ | ------------------------------------------------------------------------ | ------------------------------------------------------------------------ | ---------------- | ----------------------- |
|        | Partidul Acțiune și Solidaritate (PAS)                                   | Partidul Acțiune și Solidaritate (PAS)                                   | Liberalism social                                                        | Igor Grosu                                                               | Doina Gherman                                                            | 63               | Majoritate parlamentară |
|        | PSRM                                                                     | Blocul Electoral Patriotic (BEP)                                         | Socialism                                                                | Igor Dodon                                                               | Vlad Batrîncea                                                           | 32               | Opoziție                |
|        | PCRM                                                                     | Blocul Electoral Patriotic (BEP)                                         | Comunism                                                                 | Vladimir Voronin                                                         | Vlad Batrîncea                                                           | 32               | Opoziție                |
|        | Neafiliați (foști deputați ai partidului ilegal ȘOR și ai BCS respectiv) | Neafiliați (foști deputați ai partidului ilegal ȘOR și ai BCS respectiv) | Neafiliați (foști deputați ai partidului ilegal ȘOR și ai BCS respectiv) | Neafiliați (foști deputați ai partidului ilegal ȘOR și ai BCS respectiv) | Neafiliați (foști deputați ai partidului ilegal ȘOR și ai BCS respectiv) | 6                | Opoziție                |

### Partide extraparlamentare și coaliții
| Partid | Partid                                        | Coaliție                          | Ideologie principala               | Lider(i)            | Liderul coaliției   |
| ------ | --------------------------------------------- | --------------------------------- | ---------------------------------- | ------------------- | ------------------- |
|        | Partidul Inima Moldovei                       | Blocul Electoral Patriotic (BEP)  | Populism                           | Irina Vlah          | Irina Vlah          |
|        | Partidul Viitorul Moldovei                    | Blocul Electoral Patriotic (BEP)  | Populism                           | Vasile Tarlev       | Vasile Tarlev       |
|        | Mișcarea Alternativa Națională                | Alternativa                       | Social-democrație                  | Ion Ceban           | Alexandr Stoianoglo |
|        | Partidul Dezvoltării și Consolidării Moldovei | Alternativa                       | Social-democrație                  | Ion Chicu           | Alexandr Stoianoglo |
|        | Partidul Acțiunii Comune – Congresul Civic    | Alternativa                       | Social-democrație                  | Mark Tkaciuk        | Alexandr Stoianoglo |
|        | Partidul Verde Ecologist                      | Împreună                          | Anticorupție                       | Ștefan Gligor       | Ștefan Gligor       |
|        | Partidul Schimbării                           | Împreună                          | Anticorupție                       | Anatolie Prohnițchi | Ștefan Gligor       |
|        | Partidul Nostru                               | Partidul Nostru                   | Moldovenism                        | Renato Usatîi       | Renato Usatîi       |
|        | Partidul Moldova Mare                         | Partidul Moldova Mare             | Moldovenism Iredentism moldovenesc | Victoria Furtună    | Victoria Furtună    |
|        | Partidul Social Democrat European             | Partidul Social Democrat European | Social-democrație                  | Tudor Ulianovschi   | Tudor Ulianovschi   |